# كوسومبراتو
كوسومبراتو (بالإيطالية: Cossombrato)‏ هي بلدة وبلدية في مقاطعة أستي في إقليم بييمونتي في جنوب إيطاليا.

## السكان
في سنة 1861 بلغ عدد السكان 836 نسمة، وتطور العدد ليصل في سنة 2011 لـ 541 نسمة.
يظهر هذا المخطط البياني تطور النمو السكاني لـ كوسومبراتو